# لوکاس وینیسیوس گونزالز سیلوا
لوکاس وینیسیوس گونزالز سیلوا (به پرتغالی: Lucas Vinicius Goncalves Silva) مهاجم اهل برزیل است که در شهر برزیل و در تاریخ ۱۴ سپتامبر ۱۹۹۱ به دنیا آمده‌است.
لوکاس در سن 20سالگی برای اولین بار از کشور خارج شد و به همراه تیم زیر20سال برزیل چندین مسابقه را در کاتالونیا انجام داد.
سیلوا بازی کردن در کنار کریسس رونالدو را آرزو خود می داند و از قرار داد بستن با رئال مادرید ابراز خوشحالی کرد است.
لوکاس وینیسیوس گونزالز سیلوا در تیم‌های فوتبال Shonan Bellmare سابقهٔ حضور دارد.